# 이지스 건담
이지스 건담(영어: Aegis Gundam, 일본어: イージスガンダム)은 TV 애니메이션 《기동전사 건담 SEED》에 등장하는 모빌 슈트(MS)로 분류되는 가공의 유인 조종식 인간형 로봇 병기이다. 지구연합군이 개발한 5기의 시제기 중 1기이지만, 적대 국가 플랜트의 군사 조직인 자프트에게 강탈당하고, 자프트 소속의 파일럿이자 주인공 중 한 명인 아스란 자라의 탑승기가 된다. 빨간색이 기조인 색상과 닭의 볏 모양을 닮은 머리의 센서 유닛이 특징으로 초기 GAT-X 시리즈 5기 중에서 유일한 가변형 모빌 슈트이다. "이지스"는 그리스 신화에 등장하는 방패인 "아이기스"에서 유래하였다. 이 작품에서 "건담"은 배크로님으로 설정되어 있으며, "AEGIS General Unilateral Neuro-Link Dispersive Autonomic Maneuver Synthesis System"으로 표기된다. 미디어나 관련 상품에서는 "이지스 건담"이라고 호칭되지만, 《기동전사 건담 SEED》 시리즈 작품 내에서는 다른 건담 타입의 모빌 슈트와 마찬가지로 "건담"을 생략하고 "이지스"라고 호칭된다.
메카닉 디자인은 오오카와라 쿠니오가 담당하였다.
본 문서에서는 《기동전사 건담 SEED C.E.73 Δ ASTRAY》에 등장하는 파생기인 로소 이지스 건담에 대해서도 설명한다.

## 설정 해설
이지스 건담은 지구연합 소속 국가 중 하나인 대서양 연방이 오브 연합 수장국의 공기업인 모르겐레테사의 기술 협력을 받아 오브 관할의 자원 콜로니인 헬리오폴리스에서 극비리에 개발된 5기의 시제형 모빌 슈트(G 병기/초기 GAT-X 시리즈) 중 1기이다.
이지스 건담의 가장 큰 특징은 다른 기체에 채택된 X100번대나 X200번대의 프레임과는 근본적으로 구조가 다른 X300번대의 가변 프레임을 채택하여 모빌 아머(MA)로의 변형 기능을 갖추고 있다는 점이다.
이지스 건담에 도입된 모빌 아머(MA) 형태는 고속 강습 전투에서 힘을 발휘한다. 모빌 아머 형태는 대칭 형상을 이룬 팔다리를 진행 방향으로 편 순항 형태와 팔다리를 벌려 복부에 장비되어 있는 580mm 복렬 위상 에너지포 "스킬라"의 사용이 가능한 돌격 형태로 나눌 수 있으며, 순항 형태에서는 전면 투영 면적이 적어서 돌격 전법에 적합하다. 이러한 순항 형태는 추력을 후방으로 집중시켜 높은 가속이 가능하기 때문에, 모빌 슈트(MS) 형태에서는 얻을 수 없는 단일 방향에서의 최고 속도를 낼 수 있다. 이를 통해 빠르게 접근해서 공격 형태로 변형하여 손과 발의 클로를 이용해 공격하거나 적의 모빌 슈트나 함선을 포착한 후 복부의 스킬라를 영거리에서 발사해 목표를 완전히 파괴한다. 또한 모빌 슈트 형태에서는 근접 전투를 고려하고 제작하여, 적의 공격을 피하고 싸우는 데도 뛰어나다.
부대 운용도 상정하여 다른 4기와의 연계 작전에서의 지휘관기로 개발되었기 때문에 머리에 대형 다목적 센서 유닛을 탑재하는 등 통신 및 분석 능력이 보다 강화되었다. 이지스라는 기체명도 이러한 특성에서 유래한 것이다.
초기 GAT-X 시리즈 5기 중 최고의 기동성능과 화력을 지니고 있지만, 직계 양산기와 후계기는 충실히 개발되지 못했다. 이는 이지스 건담의 기체 구조가 복잡하기 때문에 생산과 운용에 있어 효율성이 떨어지는 데에 기인한다. 다만 모빌 슈트(MS) 형태일 때의 팔, 다리 부분 등 같은 시리즈의 기체에서 설계 유용 등이 어느 정도 이루어지고 있다고 하는 자료도 볼 수 있다. 초기 GAT-X 시리즈 4기를 강탈해간 자프트에서는 이지스 건담의 가변 기구를 답습한 핵엔진 및 뉴트론 재머 캔슬러 탑재형 모빌 슈트(MS)인 리제네레이트 건담이 개발되어 C.E. 71년의 대전 후 《기동전사 건담 SEED DESTINY》 이야기 초반부에 개발된 세컨드 스테이지 시리즈 5기는 이지스 건담의 영향을 받아 변형 기구가 도입되었다. 또한 연합에서도 액타이온 프로젝트를 통해 재건조된 이지스 건담은 로소 이지스 건담으로 개조되어 팬텀 페인에 배치되었다.

### 무장
75mm 대공 자동 발칸 포탑 시스템 "이겔슈테른"
머리 양쪽에 2문이 장착된 실체탄의 근접 방어 기관포이다. 목표의 포착, 추적, 사격까지 자동화되어 있으며 대보병, 미사일, 항공기, 차량에 대해 사용한다. 듀얼 건담과 스트라이크 건담에도 같은 장비가 탑재되어 있다.
60mm 고 에너지 빔 라이플
모빌 슈트(MS) 형태에서의 주력 장비인 전용 빔 라이플이다. 이지스 건담이 자랑하는 강습 전투를 위해 구경은 스트라이크 건담이나 듀얼 건담의 것보다 크다. 또한 스트라이크 건담이나 듀얼 건담의 빔 라이플보다 강력하다고 하는 자료도 볼 수 있다. 모빌 아머(MA) 형태시와 비사용시에는 오른쪽 허리의 바인더에 장착된다.
빔 사벨
양팔, 양다리의 클로를 발진원으로 하는 빔 사벨이다. 손에 쥐는 형태가 아닌 내장형으로 모빌 어머(MA) 형태에서의 사용도 고려되었다. 다른 초기 GAT-X 시리즈에 탑재된 빔 사벨보다 출력이 높다. 애니메이션 《기동전사 건담 SEED》 제30화(리마스터 버전 제28화)에서는 팔, 다리의 빔 사벨을 같이 사용한 공격을 실시했다.
대 빔 실드
대 빔 코팅 처리된 실드이다. 다른 초기 GAT-X 시리즈에 채택된 실드와 성능 차이는 없지만 모빌 아머(MA) 형태시에 방해가 되지 않도록 소형화되었다. 사용하지 않을 때 및 모빌 아머 형태시에는 왼쪽 허리 바인더에 장착된다. 애니메이션 《기동전사 건담 SEED》 제30화(리마스터 버전 제28화)에서는 스카이 그래스퍼 2호기(톨 쾨니히가 탑승)에 투척해 격추시킨 바 있다.
580mm 복렬 위상 에너지포 "스킬라"
모빌 아머(MA) 형태에서만 사용이 가능한 대구경 에너지 빔 포이다. 전함을 일격에 침몰시킬 정도의 위력을 지니고 있으며, 이지스 건담은 모빌 아머 형태에서 클로로 적을 포박한 다음 스킬라로 격침시키는 전법을 특기로 하고 있다. 런처 스트라이크 건담의 빔 포인 "아그니"처럼 붉은색 빔으로 묘사되어 고출력이라는 것이 강조되고 있다.
이름은 그리스 신화에 등장하는 괴물인 "스킬라"에서 유래하였다.
소노부이
손목 부분에 수납되어 있다. 주변의 열원이나 음파를 탐지한다. 애니메이션 《기동전사 건담 SEED》 제24화(리마스터 버전 제22화)에서는 조난시에 사용되었다.

### 작품 내에서의 활약
이지스 건담은 C.E. 71년 1월 25일에 헬리오폴리스를 습격한 자프트군의 크루제 부대에 의해 강탈되었다. 이후에 탈취할 때의 파일럿인 아스란 자라의 전용기로 같은 날 탈취된 듀얼 건담, 버스터 건담, 블리츠 건담과 함께 지구연합군의 신형 전함 아크엔젤을 추격하며 유일하게 강탈을 면한 스트라이크 건담과의 4대1의 건담전을 이어나가게 된다.
C.E. 71년 4월 17일에 오브 근해의 외딴 섬에서 스트라이크 건담과 격렬한 전투를 벌여(이 전투에서 이지스 건담의 머리와 왼팔이 잘려나간다) 모빌 아머(MA) 형태에서 스킬라로 스트라이크 건담의 숨통을 끊으려고 하지만, 발사 직전에 페이즈 시프트 다운이 일어나 실패하고 만다. 스트라이크 건담을 포박한 상태에서 자폭 스위치를 작동시킨 아스란 자라는 탈출하고, 이지스 건담은 자폭하며 산산조작이 나고 그 폭발에 스트라이크 건담도 말려들게 된다. 모르겐레테사에 회수된 중파된 스트라이크 건담과는 달리 아스란이 저스티스 건담을 타고 이 섬을 다시 찾아왔을 때(제38화) 이지스 건담의 머리가 모래사장에 파뭍혀 있었다.
《기동전사 건담 SEED ASTRAY》의 프로모션 OVA에서 이지스 건담의 실드가 정크길드의 경매에 출품되는 묘사가 있는데, 이 실드가 아스란의 이지스 건담이 톨 쾨니히의 스카이 그래스퍼에 투척한 실드인지에 대해서는 알려진 바가 없다. 작품 내에서는 "연합의 모빌 슈트가 떨어뜨리고 간 방패"라고 설명되고 있다.
만화 《기동전사 건담 SEED Re:》에서 대기권 내 전용 장비가 등장한다. 복부의 스킬라가 모빌 슈트(MS) 형태에서도 사용이 가능해졌으며, 무장은 대형화된 빔 라이플과 3개의 빔 사벨이 추가된 실드로 변경되었다. 이 빔 라이플과 실드는 모빌 아머(MA) 형태시에는 기수가 되고, 빔 라이플은 스킬라와 연결된 상태가 된다. 또한 좌우의 바인더도 레일건이 달린 윙 바인더로 교체되었다.

## 로소 이지스 건담
만화 《기동전사 건담 SEED C.E.73 Δ ASTRAY》에 등장하는 모빌 슈트이다. 메카닉 디자인은 비크래프트의 신타니가 담당하고 있다.
설정 해설
로소 이지스 건담은 지구연합군 제81독립기동군 팬텀 페인이 액타이온 인더스트리사를 중심으로 한 다수의 기업들의 기술 협력을 받아 추진한 에이스 파일럿용 커스터마이즈 모빌 슈트(MS) 개발 계획인 통칭 "액타이온 프로젝트"에 의해 다시 만든 이지스 건담을 개수한 기체이다. 파일럿은 에밀리오 브로데릭 중위이다.
로소 이지스 건담은 외견상으로는 베이스기인 이지스 건담과 거의 동일해 보이지만, 내부 기체 구조가 상당히 복잡하게 되어 있다. 가변 기구도 이지스 건담을 그대로 답습하고 있지만, 등쪽에 신규 추가된 윙 바인더를 각 부분에 전개시킴으로써 여러 새로운 형태로의 변형이 가능해졌다. 동력 부분에는 핵동력을 탑재하기 위한 잉여 공간이 존재하고 있던 것으로 보아 네로 블리츠 건담과 마찬가지로 유니우스 조약을 위한하는 것을 전제로 만들어졌음을 알 수 있다. 또한 머리의 센서 기능이 강화되었다.
형식번호의 "AA"는 "어드밴스드 액셀러레이션(Advanced Acceleration)"의 약자이며, 기체명의 "로소"는 이탈리아어로 "붉은색"을 의미한다.

### 로소 이지스 건담의 무장
60mm 고 에너지 빔 라이플
이지스 건담의 것과 동일한 빔 라이플이다. 양팔에 장착하여 사용할 수도 있다. 허리의 마운트가 없어졌기 때문에 사용하지 않을 시의 취급에 대해서는 알려진 바가 없다.
빔 사벨
이지스 건담과 마찬가지로 양팔, 양다리에 장비된 빔 사벨이다. 그러나 클로에 두르는 형태가 아니라 팔과 다리에 빔 사벨 발생기를 그대로 부착한 형태여서 클로에 의한 물리적인 타격은 할 수 없다.
580mm 복렬 위상 에너지포 "스킬라"
이지스 건담과 마찬가지로 복부에 장비된 빔 포이다. 로소 이지스는 모빌 슈트(MS) 형태에서도 스킬라를 사용할 수 있다.

### 변형 패턴
순항 형태
고속 이동시의 순항 형태이다. 이지스 건담에서 이어져오는 형태 중 하나이지만, 차이점은 대기권 내에서의 비행이 가능하다는 점이다.
돌격 형태
순항 형태에서 양팔과 양다리를 전개한 상태로 이지스 건담에서 이어져오는 형태 중 하나이다. 로소 이지스 건담에서는 좌우 윙 바이더도 암으로 기능할 수 있어서, 총 6개로 증가한 암을 활용한 높은 격투 능력을 발휘할 수 있다.
포격 형태
동체 전면에 장갑을 전개하여 복부의 스킬라를 노출시킨 포격전 형태이다. 모빌 슈트(MS) 형태에서는 스킬라를 사용할 수 없었던 이지스 건담의 결점을 해소하기 위해 도입된 새로운 형태이다. 동시에 포와 평행하게 배치된 윙 바인더는 후기 GAT-X 시리즈 중 하나인 GAT-X252 포비든 건담의 유도 플라즈마 포의 기술을 응용한 빔 유도 장치로서 기능을 가지고 있으며, 자기장 간섭에 의해 어느 정도의 사선 편향을 가능하게 하고 있다.
비행 형태
윙 바인더를 제트 스트라이커처럼 양 어깨에 수평으로 배치한 모빌 슈트(MS) 형태 시의 대기권 내 비행 형태이다. 최고 속도는 순항 형태에 비해 떨어지지만, 모빌 슈트의 범용성을 살려서 높은 공중전 능력을 발휘할 수 있다.
다각 형태
모빌 슈트(MS) 형태에서 윙 바인더를 제3, 제4의 다리로 변형시킨 4개의 다리를 가지고 있는 형태이다. 산악 지대 등의 험지에서의 이동을 목적으로 한 형태이다.

### 로소 이지스 건담의 작품 내에서의 활약
팬텀 페인 소속의 에밀리오 브로데릭 중위가 탑승하는 로소 이지스 건담은 동료인 다나 스닙 중위가 탑승하는 네로 블리츠 건담과 함께 아그니스 브라에 등이 소속된 마샨(화성인)의 섬멸 임무를 명받아 그들의 모함인 아키다리아를 추격한다. 판펠트 리아 린지와 디스트로이 건담을 내보냈고 곧이어 네로 블리츠 건담과 함께 아키다리아를 공격했다. 최종 국면에서 턴 델타와 가드셸의 공조에 패해 파일럿인 에밀리오는 정크길드에 구속된다.

## 같이 보기
- 건담 시리즈의 병기 목록
- 기동전사 건담 SEED
- 스트라이크 건담
- 블리츠 건담
- 듀얼 건담
- 버스터 건담

## 주해
1. ↑  X300번대의 형식번호가 이어지는 기체로는 GAT-X370 레이더 건담, GAT-333 레이더 건담의 제식 사양 등이 존재하지만, X100번대, X200번대처럼 프레임에 반드시 일관성이 있는 것은 아니며, 어디까지나 "모빌 아머(MA) 형태로의 가변 기체 구조를 가지고 있는 기체들이 속한 카테고리"로 자리매김하고 있다.
2. ↑  대함전에서 힘을 발휘한다는 자료도 보인다.[7]
3. ↑  초기 화고 단계에서는 모빌 슈트(MS) 형태에서 발사도 고려되어 있었으며, 모형지에서는 초기 화고의 기믹을 재현한 작례도 게재하고 있다.[14]

### 참고 문헌
- 서적
  - 《기동전사 건담 SEED MS 백과사전》. 이치진샤. 2008년 7월 1일. ISBN 978-4-7580-1108-2.
  - 《기동전사 건담 SEED DESTINY MS 백과사전》. 이치진샤. 2008년 11월 25일. ISBN 978-4-7580-1126-6.
  - 《기동전사 건담 SEED 코즈믹 이라 메카닉&월드》. 후타바샤. 2012년 11월. ISBN 978-4-575-46469-6.
  - 《하비 재팬 MOOK 기동전사 건담 SEED DESTINY 모델 Vol.2 DESTINY MSV편》. 하비 재팬. 2006년 3월 31일. ISBN 4-89425-415-8.
  - 《기동전사 건담 SEED OFFICIAL FILE 메카편 Vol.1》. 코단샤. 2003년 2월. ISBN 4-06-334678-1.
  - 《KC 디럭스-1770 기동전사 건담 SEED OFFICIAL FILE 메카편 Vol.3》. 코단샤. 2003년 9월. ISBN 4-06-334770-2.
  - 《TV 매거진 특별 편집 엑스트라 기동전사 건담 SEED&SEED DESTINY MOBILE SUIT FILE》. 코단샤. 2005년 5월. ISBN 4-06-179152-4.
  - 《데이터 컬렉션 17 기동전사 건담 SEED 상권》. 미디어 웍스. 2004년 10월 15일. ISBN 4-8402-2817-5.
  - 《기동전사 건담 SEED C.E.73 STARGAZER 컴플리트 가이드》. 미디어 웍스. 2006년 12월. ISBN 4-8402-3729-8.
- 코믹스
  - 토키타 코이치 (2007년 6월). 《기동전사 건담 SEED C.E.73 Δ ASTRAY 제2권》. 미디어 웍스. ISBN 978-4-04-713932-9.
- 잡지
  - 《전격 하비 매거진 2003년 4월호》. 미디어 웍스.
- 건담 프라모델 키트
  - 《1/144 HG 이지스 건담》. 반다이. 2002년 12월.
  - 《1/100 이지스 건담》. 반다이. 2003년 2월.
  - 《1/100 MG 이지스 건담》. 반다이. 2012년 10월.
  - 《1/100 MG 에일 스트라이크 건담 Ver.RM》. 반다이. 2013년 5월.